# Michel Wentzel
Michel Wentzel (Amstelveen, 28 giugno 1966) è un ex giocatore di calcio a 5 e allenatore di calcio a 5 olandese.

## Carriera
Wentzel ha giocato dapprima a calcio nelle categorie minori, per poi approdare al calcio a 5; ha vestito maglie prestigiose come Hovocubo, Bunga Melati Tilburg, ADL Copycompany e Marlène e militato per oltre un decennio nella Nazionale maschile di calcio a 5 dei Paesi Bassi. Come massimo riconoscimento in carriera vanta la partecipazione al FIFA Futsal World Championship 1989 dove la nazionale oranje ha conquistato un prestigioso secondo posto alle spalle del Brasile, un traguardo che rimane tuttora ineguagliato. Wentzel è stato anche tra i convocati del successivo mondiale del 1992 in cui gli arancioni sono stati eliminati nel girone comprendente Brasile, Stati Uniti e Argentina.
Partecipa quindi al UEFA Futsal Championship 1996 giungendo alla fase finale dove i Paesi Bassi si devono accontentare dell'ultimo posto, è confermato portiere titolare degli arancioni anche al FIFA Futsal World Championship 1996 guadagnato in virtù della presenza alla fase finale dell'europeo, ma l'Olanda, in fase calante, giunge ultima nel girone F dietro a Brasile, Ucraina e Uruguay.
La sua ultima apparizione coincide con il miglior risultato dei Paesi Bassi all'Europeo: in Spagna allo UEFA Futsal Championship 1999 gli arancioni passano il primo turno assieme ai padroni di casa eliminando Croazia e Jugoslavia, ma cedono in semifinale alla Russia e perdono la finalina per 3-0 contro l'Italia. Al termine della carriera da giocatore ha ricoperto la qualifica di preparatore dei portieri della nazionale.